# Casio de Narni
Casio de Narni fue obispo de Narni en Umbría desde 537 hasta su muerte en 558. Es venerado como santo en diferentes confesiones religiosas. Fue ordenado por Gregorio Magno, y se hizo famoso por su caridad.  Casio murió en Roma después de un peregrinaje.  Casio se casó, su mujer se llamaba Fausta.
En 878, las reliquias de San Casio fueron trasladados a la Basílica de San Frediano en Lucca donde descansan junto a los restos de San Juvenal de Narni y la esposa de Casio  También están allí Adalberto, marqués de la Toscana, pero todas las reliquias fueron llevadas a Narni dos años después.  La reliquias de San Casio fueron llevados a lo que se conoce como Sacello di San Cassio.  Las reliquias de Juvenal todavía están escondidas.